# Terebino
Terebino (in russo Теребино?) è una città situata in Russia, nell'Oblast' di Arcangelo, nel Vel'skij rajon.